# 暴君誕生 私たちの民主主義が壊れるまでに起こったことのすべて
『暴君誕生 私たちの民主主義が壊れるまでに起こったことのすべて』（ぼうくんたんじょう わたしたちのみんしゅしゅぎがこわれるまでにおこったことのすべて、Insane Clown President: Dispatches from the 2016 Circus）は、ドナルド・トランプと2016年アメリカ合衆国大統領選挙を題材としたマット・タイービのノンフィクション本である。
本書には『ローリング・ストーン』のアーティストのヴィクター・ユハースのイラストが収録されている。タイービがトランプの宣伝スタイルを根拠に選んだこの原題は、アメリカのホラーコアバンドであるインセイン・クラウン・ポッシー（Insane Clown Posse）に由来している。タイービの作品は『Fear and Loathing on the Campaign Trail '72』を発表したハンター・S・トンプソンの影響を受けている。
タイービは本書の冒頭で、2008年の自著『The Great Derangement』からの引用を掲載しており、社会におけるフェイク・ニュースの猛威とオルタナ右翼の登場を以前から予想していたのだと主張している。彼はそのような社会的要因が、トランプが大統領の座に登りつめるような風潮を助長したのだと主張している。タイービは、トランプがリアリティ番組での経験を活かしてポスト真実の政治の時代を勝ち抜く手段を得たのだと書いている。彼はまた、メディアのトランプ報道を批判し、候補者の扇動的な選挙運動のレトリックがどのように宣伝効果を高めたかを論じている。本書はトランプの当選の可能性が高まっていることに気づき始めた著者の考えの変化が時系列で示されている。タイービは選挙後に振り返り、トランプの勝利はテレビの力を利用できたからであると結論づけている。
本書は商業的に成功しており、『ニューヨーク・タイムズ』のベストセラーリストのハードカバー・ノンフィクション部門で初登場15位となった。また『ニューヨーク・タイムズ』では、紙と電子版の合算部門でもランクインした。『ロサンゼルス・タイムズ』のベストセラーリストでは初登場6位となり、2か月ランクインし続けた。他にニュージーランドでもベストセラー。
本書は『パブリッシャーズ・ウィークリー』で高評価され、「娯楽性と啓蒙が同居している」と書かれた。『カーカス・レビュー』では著者の客観性に対する偽りの無さが指摘され、「専門家級の最も厳しい懐疑論者でさえも盲目になる可能性があることを示す、生々しい連載記事である」と結論づけられた。『サンフランシスコ・クロニクル』は「選挙戦を鋭く書いたエッセイの豊富な宝庫」と評した。『ニューヨーク・タイムズ』は「節度を欠いている」と評した。『デイリー・ビースト』は「騒々しく、辛辣で、膝を叩くほど笑える」と評した。『アデレード・レビュー』は著者を、「ポレミック・ジャーナリズムの最も優れた表現者の1人」と評した。『ピッツバーグ・ポスト＝ガゼット』は、2016年アメリカ合衆国大統領選挙におけるロシアの干渉が深く掘り下げられていないと批判した。『サンタバーバラ・インディペンデント』は、「『暴君誕生』は、アメリカ史上最も奇妙な選挙結果についての貴重な作品である」と結論づけた。

## 内容
原書の『暴君誕生』は、2016年アメリカ合衆国大統領選挙運動を追跡するマット・タイービによる『ローリング・ストーン』からの25本のレポートをまとめたものに加えて、2本のオリジナル記事を収録したものである。タイービは2016年の選挙運動という現象を、「我々の世代で最もスリリングで、同時に不愉快な政治的事であった」と評している。本書のイントロダクションでタイービは2008年の自著『The Great Derangement』からの抜粋を掲載しており、本書が出版される10年前の段階でオルタナ右翼やフェイク・ニュースといった社会破壊的要因の影響力が増大することを予見していたことが記されている。タイービはそういった要因がトランプが栄える政治的風土をもたらしたのだと主張している。タイービは、「この国の指導者たちは腐敗し、国民のニーズに応えられなくなっている。世界中の人々が気付き始めている。ここはアメリカなので、普通の人々が腐敗した指導者に耳を貸さなくなるにつれ、彼らは公式のプロパガンダを元の嘘よりもさらに馬鹿馬鹿しい陰謀論的な説明に置き換えるだろう」と分析する。タイービは、ドナルド・トランプの「下品さと反抗的な自己認識の欠如が、残念なことに、堕落した政治システムの腐敗と怠慢を映し出す完璧な引き立て役になっている」と警告し、「これを止めることが出来ないシステムは実に病んでいるに違いない」と嘆いている。

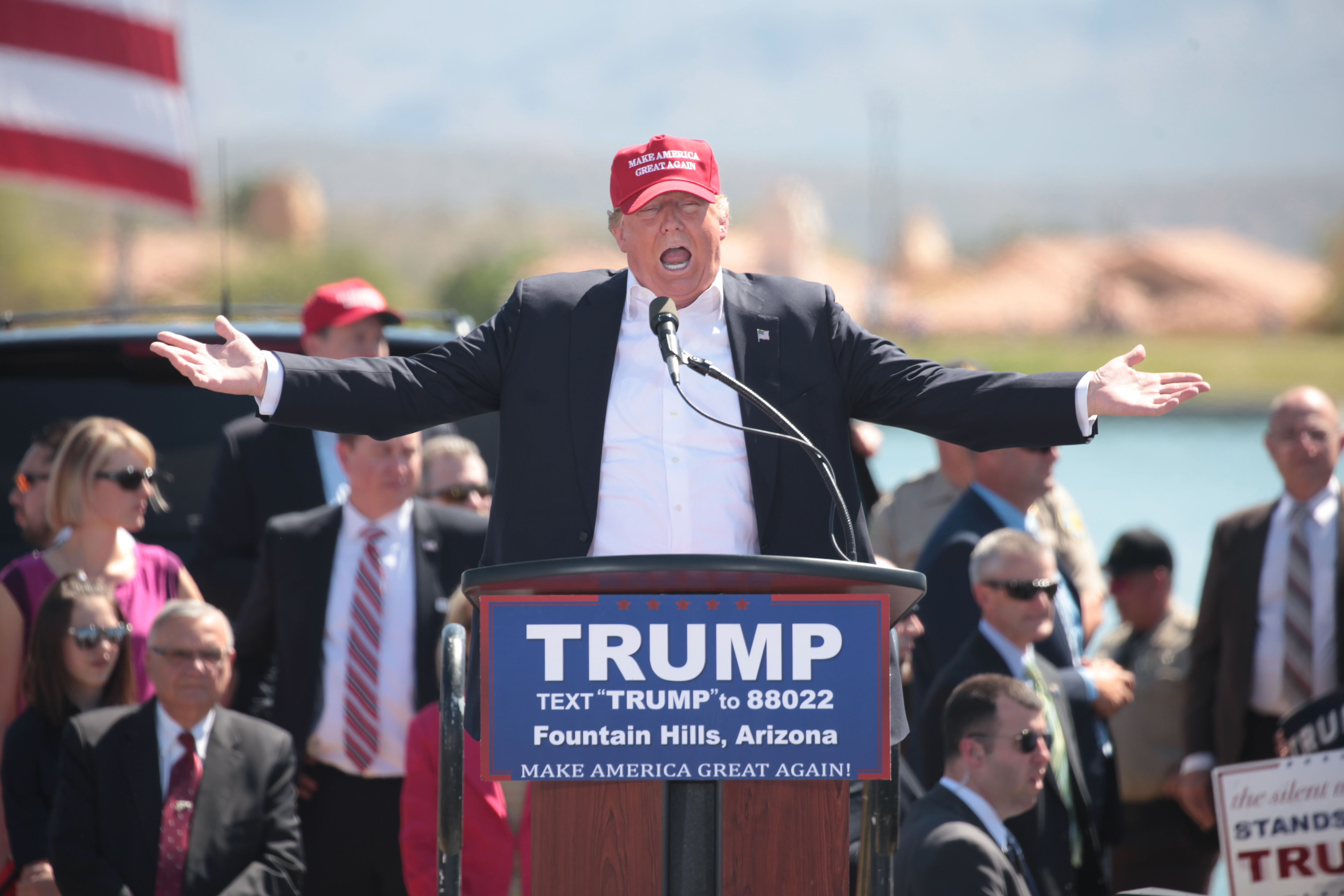
2016年の選挙運動中のドナルド・トランプ

著者はドナルド・トランプの選挙運動のスタイルについて、「彼は、自分の愚かさに奔放であることを人々に奨励するだけで、多くの損害を与えることができる」と評している。タイービはトランプを、2016年の選挙の過程で大げさで馬鹿な事を言って信用詐欺を仕掛ける戦略に手を染めた無知な人物であると評している。また著者はトランプを、「とんでもない発言をして、ある時にはヒトラーのように振る舞い、次の瞬間にはアンドリュー・ダイス・クレイのようになる」と振り返っている。タイービはバーニー・サンダースの大統領選挙運動を肯定的に評価しており、「バーニー・サンダースは最近のどの政治家よりも、現実に目を向けている。見失っているのは我々の方だ」と書いている。
タイービは報道側が2016年の選挙に与えた影響について批判的に書いている。彼は、トランプは以前はリアリティ番組への出演で知られており、そこで野卑な振る舞いを通して自分の選挙運動の報道を戦略的に操作する方法を学んだのだと分析する。タイービはテレビ視聴者の反応によって事実が覆い隠されているポスト真実の政治に置かれた選挙戦について論じている。彼はそのような戦略的な選挙運動は単にドナルド・トランプに限らず、カーリー・フィオリーナを含む他の候補者にも及んでいたと述べている。彼は政治に関する報道が極端になったことを批判し、「今後のモデルは、共和党系メディアは民主党の汚職を、民主党系メディアは共和党の汚職を取り上げることになるだろう」と述べ、政治的に分断した一方の側の報道機関がもう一方の側と同じ主題を取り上げるのは希だと指摘している。
本書では2016年の大統領選挙でトランプが勝利する可能性についてのタイービの評価の変化が描かれている。2015年8月の時点で彼は大統領選挙における共和党候補者たちの貧弱な顔ぶれを「共和党の道化車」と呼んで批判している。タイービは、2016年初頭にトランプが選挙運動で行った演説に自ら足を運んだ後に見解を変え始めている。2016年9月の選挙報道を受けてタイービは、「トランプに本当に勝ち目があるとはまだ思わないが、恐ろしい結末に向かっているのは確かだ」と書いている。10月には彼は、「トランプは勝ってはならない。1人の高齢のナルシストがセックスと食事に飽きたからといって、我々の国の実験を終わらせてはならない。いくらアメリカでもそこまでではない」と書いている。また本書は共和党が文化戦争に関与する戦術を非難し、「有権者がエリート主義者と本物のエリート、スノッブとオリガルヒの違いを知らないという現状を利用している」と述べている。タイービはトランプが選挙運動で、しばしばTwitterを含むソーシャルメディア上で扇動的な暴言を吐いたことで知名度を上げ、それが影響力の拡大につながったのだと論じている。
本書では、2016年の選挙以降の選挙戦では「国の多文化主義的な主張を信じる人々と、そうでない人々との間での票獲得争いになるだろう。税金、監視社会、戦争、雇用、教育に至るまで、他のあらゆる問題は、この白人の被害者意識をめぐる進行中の馬鹿げた国民投票では後回しにされるだろう」と予測している。著者は2016年の選挙戦の主軸は報道機関であるとして指摘し、「良い仕事をした時でも、市民は我々記者を嫌ってしまう。だが今回のトランプの夏は、報道機関にとってアラモの戦い級の瞬間となる可能性がある」と述べている。タイービは、報道関係者はアメリカ国民の意見を聞くことにもっと時間を割くべきであるという見解を示し、「政治家と同様に、我々の仕事は話を聞くことだったのに、そうではなく喋っていた。今後しばらくの間、アメリカ国民の方が喋っているだろう。こううなることを予見できなかった我々を、世界は決して許さないだろう」と述べた。
選挙後にタイービはその結果とトランプを勝利に導いた要因を分析している。タイービは、トランプがテレビの力を利用し、「自動車事故のようなニュースには食いついてしまうという政治メディアの番犬の弱点に最初に気付いた」と論じている。彼はさらに「トランプが勝利できたのは、選挙戦は民主主義というよりもテレビ番組であることを本能的に理解したからである」と結論づけている。

## 執筆と出版

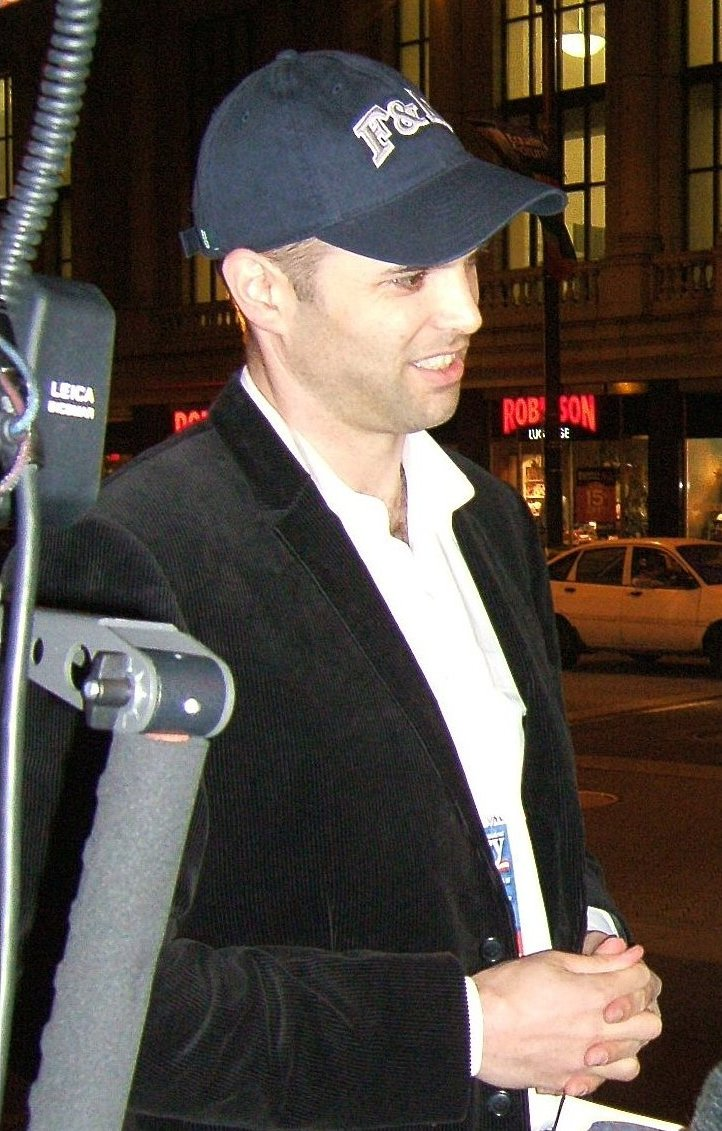
著者のマット・タイービ。

『ローリング・ストーン』誌のジャーナリストであるマット・タイービは2016年以前に他の4つの大統領選挙戦を取材した経験がある。タイービは『ローリング・ストーン』誌の一連の同時期の報道で2016年の大統領選挙を記録した。彼はこれらの報道を1冊にまとめて本書を出版した。本書には『ローリング・ストーン』誌のアーティストであるヴィクター・ユハース のイラストが掲載されている。PBSによる大統領就任式前のインタビューでタイービは、『Insane Clown President』というタイトルにした事に関して、「次期大統領とその支持者がこのタイトルに文句があるなら、トランプ自身を責めるべきだ。この数年間、ドナルド・トランプを見たことによって、私はマーケティングについて多くのことを学んだのだ。現在の環境で、微妙な表現を使う理由はまったくない」と述べた。
タイービの作品は、『Fear and Loathing on the Campaign Trail '72』を出版したハンター・S・トンプソンの影響を受けている。タイービは「1972年の選挙戦におけるトンプソンの作品が、単なる気の利いた定期刊行物の書き物とは対照的に芸術的だったのは、トンプソンがニクソンに執着していたからだ。まるで2人が別次元でつながっているようだった」と説明した。タイービは1972年のトンプソンの取材と自分の出版物を対比させながら、「私が雑誌で取材した過去の選挙戦とは異なり、2016年は1972年と多くの共通点があった。リチャード・ニクソンはトンプソンの時代を決定づけた怪物だった。我々には今、ドナルド・トランプという我々のそれを見つけたのだ」と述べた。
タイービは当初、2016年のドナルド・トランプの選挙運動がアメリカ国民にとっての短期的なユーモラスなヒステリーの時代として振り返られるだろうと考えていた。彼はその後、「それよりももっと闇が深く、狂気的なものだった」と認識した。タイービは本書について、「『暴君誕生』は我々がどのようにしてここに至ったか、そして次の長い国家的悪夢の始まりに至るまでの物語である」と述べた。
初版は2017年1月17日にシュピーゲル&グラウよりハードカバーで出版された。同年内には電子書籍版も出版された。同年にロンドンではWHより出版された。アメリカ合衆国ではランダムハウスから紙版と電子版が再出版された。2017年内には声優のロブ・シャピロがナレーションを担当したオーディオ版がランダムハウスとブックス・オン・テープより発売された。

## 評価
『暴君誕生』は商業的に成功し、『『ニューヨーク・タイムズ』のベストセラーリストのハードカバー・ノンフィクション部門で初登場15位となった。また『ニューヨーク・タイムズ』のベストセラーリストの印刷版と電子版合算のノンフィクション部門では初登場17位であった。同部門では2週目には12位に浮上した。また『ロサンゼルス・タイムズ』のベストセラーリストのノンフィクション部門では初登場6位であった。本書は『ロサンゼルス・タイムズ』のベストセラーリストに8週間ランクインした。また2017年にニュージーランドでもベストセラーとなった。
『パブリッシャーズ・ウィークリー』誌の書評では、「驚くべき知性と大胆な発想を持つ作家であるタイービは、辛辣であると同時に陽気である」と書かれた。またこの書評では、本書の著者が自作に客観性を求めていないことを指摘し、「本書は著しく党派的であり、大声で笑う可能性が高い中道左派の読者は、再現された出来事の直後に、消化しがたい悔しさでその笑いが染まっていることに気付くだろう」と書かれた。一方でこの書評では、タイービ自身が報道関係者であるにもかかわらず、本書の中でメディアを批判することに時間を割いている矛盾した性質が批評されている。書評では、「タイービを初めて知った読者は、彼の分析が愉快で啓発的であるため、事態の進行とともに彼の報道を読まなかったことを後悔するだろう」と結論づけた。『カーカス・レビュー』には、タイービの2016年を振り返る記録を通して本書が「ゆっくりとホラー映画に変貌するコメディのように進行している」と評された。『カーカス・レビュー』は本書の冒頭での著者の論調について、「タイービはトランプが利用したポピュリスト勢力と分裂したメディア状況について明確にしているが、彼がトランプの可能性を過小評価していたことを認めたことを考慮すると、2008年の著書『 The Great Derangement』の1章に注釈を加え、彼がどれだけ正しく予想していたかを示す第1章のヴィクトリーラップは、見苦しいとまでは言わないまでも、守りに入っているような気がする」と評した。『カーカス・レビュー』は、「専門家級の最も厳しい懐疑論者でさえも盲目になる可能性があることを示す、生々しい連載記事である」とまとめた。
『ロサンゼルス・レビュー・オブ・ブックスの』のグレッグ・ラガンビーナは、選挙終盤でトランプが勝利を認めた本書について、「『暴君誕生』は、結末が乗り心地を台無しにさえしていなければ、騒々しく、楽しい、笑いの絶えない読み物になっていただろう」と評した。ラビンガーナは、「『暴君誕生』は彼が書こうと意図した本ではないかもしれないが、我々が闇雲に突入してしまった迷宮から脱出したいと思っている人にとって、タイービの見聞録は良い地図になるかもしれない」と結論づけた。『サンフランシスコ・クロニクル』の書評家のジョン・ディアスは、本書には「選挙戦を鋭く書いたエッセイの豊富な宝庫」が含まれていると評した。ディアスは『暴君誕生』について、「ハンター・S・トンプソンが代表作『Fear and Loathing on the Campaign Trail』で1972年のニクソン＝カクガヴァン選挙戦に持ち込んだ、銃を乱射する、飾り気のないアウトサイダー的なアプローチを思い起こさせる」と続けた。ディアスは、「『暴君誕生』は爽快な読み物であり、共和党の予備選を構成する道化師を邪悪なまでに巧みに攻撃するリベラル派に笑いをもたらすだろう」とまとめた。
『デイリー・ビースト』のジャーナリストのジョン・バチェラーは本書を「騒々しく、辛辣で、膝を叩くほど笑える」と評した。『ニューヨーク・タイムズ』紙上ではジョン・ウィリズムズが、「マット・タイービは『ローリング・ストーン』誌で最近の選挙戦を取材している間、あまりにも節度を欠いていた」と論じた。ウィリアムズは本書が客観的な視点を持っている体裁ではないと指摘し、「彼のタイトル（あるいは彼の以前の作品への馴染み）があなたにヒントを与えなかったとしても、タイービは中立な論調を目指していない」と述べた。『Bustle』のライターのケリー・ジャレマは、「マット・タイービは悲劇的な始まりから破滅的な結末まで、西洋文明のまさに大惨事的な物語りを伝えている」と評し。ジャレマは著者の作品を「的を射た、リアルタイムの分析」と評した。
デヴィッド・ナイトは『アデレード・レビュー』誌上の書評で著者について、「彼はポレミック・ジャーナリズムの最も優れた表現者の1人であり、彼を取り巻く世界を残酷に描写する類推や比喩で、定期的に読者の腹にパンチを食らわせる」と評した。ナイトは「タイービは現代のハンター・S・トンプソンであると何度も呼ばれているが、過大評価されているゴンゾーのパイオニアとは異なり、何が起こっているかを残酷に評価し、ユーモアとハート、そしてエゴを除いた毒を以てして大衆の気分をカバーできる」と述べた。彼はさらに「ここで彼の毒は中米ではなく、共和党、民主党、そしてメディアに向けられている」と論じた。『ピッツバーグ・ポスト＝ガゼット』のジャーナリストのクリス・ポッターは本書をハンター・S・トンプソンの『Fear and Loathing on the Campaign Trail '72』と比較し、「半世紀近くを経て、もう1人の『ローリング・ストーン』のライターであるマット・タイービが、自身の2016年の取材の成果をまとめ上げた。そして、ネタバレになるが、その結果は間違いなく大差が無い」と述べた。ポッターは本書が2016年アメリカ合衆国大統領選挙におけるロシアの干渉に余り触れていないことを批判した。彼は、「タイービ氏には、昨秋の時点で明らかになっていた2016年選挙におけるクレムリンの干渉について掘り下げて欲しかった。彼は現代のロシアに住み、それについて幅広く執筆しているのだから、ロシアとここでの政治文化の興味深い対応関係を明らかに出来たかもしれないのに」と嘆いた。
『サンタバーバラ・インディペンデント』のジャーナリストのブライアン・タンゲイは書評で、タイービはハンター・S・トンプソンやティモシー・クルースを含む「伝説的な大統領選挙作家の精神的後継者」であると評した。タンゲイはタイービの執筆スタイルについて、「タイービは、候補者たちの欠点や、長くて気が遠くなるような大統領選挙のプロセスについて、鋭く、そして時折信じられないほど面白く語っている」と評した。彼はまた、「4度の大統領選挙戦を経験したタイービは、このゲームがどのように機能するかを知っている。少なくとも、トランプが現れるまでは知っていた」と論じた。タンゲイは「『暴君誕生』は、アメリカ史上最も奇妙な選挙結果についての貴重な作品である」と結論づけた。

## 日本語版
日本語版は神保哲生が翻訳し、ダイヤモンド社より発売された。日本語版の巻末の3章は、原書発売後にタイービが『ローリング・ストーン』誌に寄稿した記事を日本語版のみに特別に追加で収録したものである。一方で原書の収録されたうちの4章が割愛されている。
- マット・タイービ（英語版） 著、神保哲生 訳『暴君誕生 私たちの民主主義が壊れるまでに起こったことのすべて』ダイヤモンド社、2017年12月21日。ISBN 978-4478102947。

## 関連文献
- Lichtman, Allan J. (2017), The Case for Impeachment, Dey Street Books, ISBN 978-0062696823
- Nance, Malcolm (2016), The Plot to Hack America: How Putin's Cyberspies and WikiLeaks Tried to Steal the 2016 Election, Skyhorse Publishing, ISBN 978-1510723320, OCLC 987592653